# Erebia subtusunicolor
Erebia subtusunicolor är en fjärilsart som beskrevs av Müller 1928. Erebia subtusunicolor ingår i släktet Erebia och familjen praktfjärilar. Inga underarter finns listade i Catalogue of Life.